# Carlo Laurenzi
Carlo Laurenzi (ur. 12 stycznia 1821 w Perugii, zm. 2 listopada 1893 w Rzymie) – włoski duchowny katolicki, kardynał.

## Życiorys
święcenia kapłańskie przyjął 23 września 1843. Biskup pomocniczy Perugii i tytularny biskup Amathus in Palæstina (1877-1883). Sakrę biskupią przyjął 24 czerwca 1877 z rąk Vincenzo Gioacchino Raffaele Luigi Pecci biskupa Perugii, współkonsekratorami byli Innocenzo Sannibale, biskup Gubbio i Antonio Belli, biskup Terni. Kreowany kardynałem na konsystorzu 13 grudnia 1880, była to nominacja in pectore, ujawniona 10 listopada 1884. Mianowany Kamerlingiem Świętego Kolegium Kardynalskiego 11 lutego 1889.  Pefekt Kogregacji ds. Rytów w latach 1889-1893. Zmarł 2 listopada 1893 w Rzymie i pochowano go na cmentarzu Campo Verano.